# Église Saint-Géry de Rouvroy
Pour les articles homonymes, voir Église Saint-Géry.
L'église Saint-Géry est l'une des deux églises catholiques de la ville de Rouvroy (Pas-de-Calais). Celle-ci est dans le centre-ville, tandis que l'église Saint-Louis est dans l'ancienne cité minière. Dédiée à saint Géry, elle dépend de la paroisse Saint-Joseph-en-Haute-Deûle du diocèse d'Arras (doyenné d'Hénin-Carvin).

## Histoire et description
Cette église date des années 1860. L'église de briques néo-romane à encorbellements de pierre est de plan en croix latine. Elle possède une nef et deux bas-côtés. On remarque sur la façade un grand arc à l'intérieur duquel se trouve une rosace formée de sept cercles identiques. Le porche est constitué d'une colonnade à l'italienne à trois arcs en plein-cintre. À gauche de la façade une petite chapelle s'avance éclairée d'un œil-de-bœuf, tandis qu'à droite s'élève un très haut clocher de briques dans le style régionaliste, surmonté d'une flèche d'ardoises. Sa base de pierres est un vestige de l'ancienne église médiévale.
La chapelle du transept à droite est dédiée au Sacré-Cœur, celle de gauche à Notre-Dame de Lourdes. Les vitraux fin XIXe siècle représentent des saints, comme saint Joseph avec Jésus adolescent, saint Paul tombant au chemin de Damas, saint Christophe portant l'Enfant Jésus, saint Roch accompagné de son chien, saint Géry, saint François d'Assise, sainte Marguerite-Marie devant le Sacré-Cœur, et aussi Jésus au jardin de Gethsémani. Une croix de procession et des lampes de sanctuaire de l'église sont inventoriées au patrimoine. Le maître-autel de bois foncé et les stalles du chœur en chêne sont dans le style troubadour, de même que la chaire.
La messe dominicale n'y est plus célébrée qu'une fois par mois.